# In My Memory
In My Memory es el primer álbum en solitario, así como el primer álbum de estudio, del productor de trance DJ Tiësto. El álbum, lanzado el 15 de abril de 2001, contiene interpretaciones vocales de Jan Johnston, Kirsty Hawkshaw y Nicola Hitchcock, exintegrante del dueto Mandalay. La producción del álbum es en su totalidad hecha por Tiësto, a excepción de la pista Obsession, la cual fue coproducida por Junkie XL. 
El álbum produjo los cinco mayores éxitos que lanzaron la carrera discográfica de Tiësto. Los sencillos fueron Dallas 4PM, Flight 643, Obsession, Lethal Industry y Suburban Train. Estos sencillos son asociados con Tiësto en todo el mundo.
In My Memory es en realidad un álbum doble, ya que contiene dos discos. El "main disc" (disco uno) es el álbum de estudio como tal; mientras que el "bonus disc" (disco dos) es el "álbum de remix" de dicho álbum de estudio. En consecuencia, In My Memory es el único álbum de estudio de DJ Tiësto, del cual no se ha hecho un "álbum de remix" por separado. En el bonus disc, todas las pistas son remixes; a excepción de dos pistas que son más bien versiones instrumentales. 

## Lista de canciones
| Main Disc (Disco 1) |                                          |          |  |
| N.º                 | Título                                   | Duración |  |
| 1.                  | «Magik Journey»                          | 9:59     |  |
| 2.                  | «Close To You» (feat Jan Johnston)       | 5:02     |  |
| 3.                  | «Dallas 4PM»                             | 6:45     |  |
| 4.                  | «In My Memory» (feat Nicola Hitchcock)   | 6:05     |  |
| 5.                  | «Obsession»                              | 9:09     |  |
| 6.                  | «Battleship Grey» (feat Kirsty Hawkshaw) | 5:13     |  |
| 7.                  | «Flight 643»                             | 9:05     |  |
| 8.                  | «Lethal Industry»                        | 6:49     |  |
| 9.                  | «Suburban Train»                         | 10:23    |  |

| Bonus Disc (Disco 2) |                                                 |          |  |
| N.º                  | Título                                          | Duración |  |
| 10.                  | «Suburban Train» (Way Out West Remix)           | 8:52     |  |
| 11.                  | «Sparkles» (Starecase Remix)                    | 7:57     |  |
| 12.                  | «643-Love's On Fire» (Quivver Remix)            | 7:38     |  |
| 13.                  | «643-Love's On Fire» (Oliver Klein Vox Remix)   | 8:57     |  |
| 14.                  | «In My Memory» (Airwave Instrumental)           | 8:03     |  |
| 15.                  | «Lethal Industry» (Svenson & Gielen Remix)      | 6:50     |  |
| 16.                  | «643-Love's On Fire» (Oliver Lieb Instrumental) | 7:02     |  |
| 17.                  | «Urban Train» (Cosmic Gate Remix)               | 7:30     |  |
| 18.                  | «In My Memory» (V-One Remix)                    | 8:07     |  |
| 19.                  | «Lethal Industry» (Mauro Picotto Remix)         | 7:34     |  |

## Posiciones
| País         | Listas                  | Proveedor  | Posición Máxima |
| ------------ | ----------------------- | ---------- | --------------- |
| Países Bajos | Netherlands Album Chart | MegaCharts | 25              |